# Виленская хоругвь

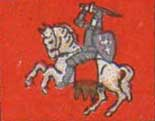
Хоругвь воеводства. С открытки 1918 г.

Виленская хоругвь (Хоругвь Виленского воеводства, пол. Chorągiew wileńska) — геральдическое знамя шляхетского ополчения Виленского воеводства Великого княжества Литовского во время посполитого рушения.

## Описание
Хоругвь представляла собой двухстороннее прямоугольное полотнище красного цвета «тридцати и пяти локтей» с двумя косицами.
На лицевой стороне изображался герб Великого княжества Литовского — «Погоня» на белом щите, на обороте — «Колюмны».
Погоня в гербовнике Каспера Несецкого (1728 г.) описывается следующим образом:

В красном поле преследующий вооруженный всадник в шишаке на белом скачущем коне, седло на коне и попоне красные, попона с тремя концами и золотой бахромой свисает до конских копыт; в правой руке всадника обнажённый меч, поднятый вверх, словно для нанесения удара; а на левом плече его щит, с двойным золотым крестом.
Оригинальный текст (пол.)
Mąż zbrojay w szyszaku na białym koniu, do biegu niby zapędzonym, siodło na nim i czaprak czerwony, aż do kopyt końskich rozwlekły, z trojaką złotą frandzłą, w polu także czerwonym; w prawej ręce miecz goły wyniesiony w górę, jakby do cięcia trzyma; w lewej zaś, czyli raczej na barku jego tarcza, ze dwiema krzyżami złotemi w jeden spojonemi.

Б. Кёне уточняет, что в это время щит всадника имел красный цвет.

## История
Согласно административно-территориальной реформе 1565—1566 годов воеводства стали и военными округами, которые формировали территориальное военное подразделение — часть войска, «при коей состоит хоругвь (знамя) или значок».
Для того чтобы отличать их от хоругвий Польского Королевства и ясно указывать на принадлежность воеводств к Великому княжеству Литовскому, Статутом 1566 года было установлено, что все воеводства ВКЛ на лицевой стороне хоругвий имеют великокняжеский герб «Погоню». В 1564—1566 годах все воеводства получили хоругви единого образца из государственного «скарбу». Большая хоругвь воеводства представляла собой одноцветное прямоугольное полотнище «тридцати и пяти локтей» с двумя косицами.
Бартош Папроцкий сообщает, что в его время (1584) Виленское воеводство использовало три герба:

Виленское воеводство использует [гербы]: мужа на белом коне в красном поле, чёрного медведя в зелёном поле и колонны на красном.
Оригинальный текст (пол.)
Wileńskie używa męża na koniu białym w ezerwonem polu, niedżwiedzia czarnego w polu zielonem, i kolumny na czerwonem.

Схожие хоругви имели все уезды Виленского воеводства, только уездные хоругви были с одной косицей.
Характерной чертой было обозначение поветового или воеводского герба вместе с территориальным названием хоругви. Сохранилась центральная часть Трокской хоругви времён русско-польской войны 1609—1618 годов, на которой указано имя короля Польского и Великого князя Литовского Сигизмунда III: Sigismundus III Dei gratia rex Poloniae magnus dux Lithuaniae.